# Кружевная Джин
Кружевная Джин (либо Кружевная Жан) (англ. Pearlin Jean) — призрак, появлявшийся на территории деревни Алланбанк, что находится в исторической области Беруикшир в Шотландии, недалеко от границы с Великобританией. Такое имя привидение получило от свидетельницы, которая утверждала, что своими глазами видела призрака в кружевной одежде. Лэрд деревни Алланбанк пытался заплатить свидетельнице, дабы та замолчала об увиденном.

## История
Девушка, чей призрак обитает в Шотландии, родилась в Париже. Жила в монастыре. Её настоящее имя Жанна де ла Саль (фр. Jeanne de la Salle). Она была любовницей лэрда сэра Роберта Стюарта (англ. Sir Robert Steuart)(1643 — 1707), который в 1670-х годах получал образование во Франции и в 1684 году стал баронетом. 
Роман Жанны и Роберта длился достаточно большое время, однако семья вынудила Роберта вернуться обратно в своё поместье в Шотландии, чтобы тот женился на дочери сэра Джона Гилмора (англ. Sir John Gilmour). Покидая свою любимую на экипаже, сэр Роберт Стюарт не успел опомниться, как Жанна оказалась на колесе, затем упала, а колесо проехалось по её лбу насмерть. Жанна была одета в своё любимое кружевное платье. Её последние слова Роберту: 

Я окажусь в Шотландии до тебя. Оригинальный текст (англ.)I'll be in Scotland before you.
— 
Когда Роберт Стюарт прибыл в Алланбанк, в своём поместье он увидел Жанну с окровавленной головой. Служители местной церкви пытались изгнать дух девушки из поместья, но это было безрезультатно. В доме Стюартов в любое время суток сами по себе хлопали двери, окна, слышались шаги.
Призрак напугал одну из служанок дома. Та была очень напугана и несколько часов повторяла одно и то же словосочетание: «Кружевное платье!», «Кружевное платье!», «Кружевное платье!». Когда девушку успокоили, она объяснила, что видела окровавленную призрачную фигуру в кружевном платье. Отсюда привидению дали имя Кружевная Джин.
Роберт Стюарт женился, у него появились дети. Кружевная Джин испытывала ревность, не давала покоя жителям дома.
В 1700-х годах, после смерти Роберта Стюарта, новым владельцем поместья стал Томас Блэкаддер (англ. Thomas Blackadder), который видел призрака в кружевах и был сильно напуган. Позднее в 1790 году призрак также не давал покоя жильцам дома в поместье Алланбанк. Это было последнее упоминание об этом привидении.
В 1800-х годах в народе сочинили песню, ниже представлены открывки из неё:

O Pearlin' Jean, O Pearlin' Jean,
She haunts the house, she haunts the green
And glowers on us a' wi' her wullcat e'en

For all the silver in English bank,
Nor yet for all the gold,
Would I pass through the hall of Allanbank
When the midnight bell has toll'd

В тех же 1800-х дом в поместье был разрушен, а о призраке Кружевной Джин больше никто ничего не слышал. В начале XX века землю поместья собирались сдавать в аренду, только никак не могли найти арендаторов. Многие люди, которые хотели там поселиться, отказывались и уезжали, как узнавали о том, что когда-то в поместье обитал призрак Кружевной Джин.